# Kanekes
Kanekes is een bestuurslaag in het regentschap Lebak van de provincie Banten, Indonesië. Kanekes telt 11.034 inwoners (volkstelling 2010).